# Livesport Prague Open 2021
Livesport Prague Open 2021 byl tenisový turnaj pořádaný jako součást ženského okruhu WTA Tour, který se odehrával na otevřených dvorcích s tvrdým povrchem v areálu TK Sparta Praha. Probíhal mezi 12. až 18. červencem 2021 v české metropoli Praze jako dvanáctý ročník turnaje. 
Turnaj s rozpočtem 250 tisíc dolarů se řadil do kategorie WTA 250. Nejvýše nasazenou hráčkou ve dvouhře se stala světová dvanáctka Petra Kvitová z Česka. Jako poslední přímá účastnice do singlové soutěže nastoupila 195. hráčka žebříčku, Britka Samantha Murrayová Sharanová.
Jednalo se o první ročník probíhající v červencovém týdnu po skončení Wimbledonu. Turnaj přešel z antuky na tvrdý betonový povrch GreenSet. Kapacita areálu činila 525 diváků. Generálním partnerem se v roce 2021 stala technologická společnost Livesport.
Třetí singlový titul na okruhu WTA Tour vybojovala Češka Barbora Krejčíková, která prošla soutěží bez ztráty setu. Bodový zisk ji poprvé posunul na 11. místo žebříčku. Čtyřhru ovládly Češky Marie Bouzková a Lucie Hradecká, které po triumfu na Viking Classic Birmingham získaly druhou společnou trofej. Hradecká si odvezla z pražského turnaje třetí vítězství.

## Rozdělení bodů a finančních odměn

### Rozdělení bodů
| Soutěž  | vítězky | finalistky | semifinalistky | čtvrtfinalistky | 16 v kole | 32 v kole | Q  | Q2 | Q1 |
| ------- | ------- | ---------- | -------------- | --------------- | --------- | --------- | -- | -- | -- |
| dvouhra | 280     | 180        | 110            | 60              | 30        | 1         | 18 | 12 | 1  |
| čtyřhra | 280     | 180        | 110            | 60              | 1         | —         | —  | —  | —  |

### Finanční odměny
| Soutěž                                | vítězky  | finalistky | semifinalistky | čtvrtfinalistky | 16 v kole | 32 v kole | Q2      | Q1      |
| ------------------------------------- | -------- | ---------- | -------------- | --------------- | --------- | --------- | ------- | ------- |
| dvouhra                               | 29 200 $ | 16 398 $   | 10 100 $       | 5 800 $         | 3 675 $   | 2 675 $   | 1 950 $ | 1 270 $ |
| čtyřhra                               | 10 300 $ | 6 000 $    | 3 800 $        | 2 300 $         | 1 750 $   | —         | —       | —       |
| částky ve čtyřhře jsou uváděny na pár |          |            |                |                 |           |           |         |         |

## Ženská dvouhra

### Nasazení
| Stát                           | Hráčka              | WTA  | Nasazení |
| ------------------------------ | ------------------- | ---- | -------- |
| Česko                          | Petra Kvitová       | 10.  | 1.       |
| Česko                          | Barbora Krejčíková  | 17.  | 2.       |
| Česko                          | Markéta Vondroušová | 42.  | 3.       |
| Česko                          | Marie Bouzková      | 52.  | 4.       |
| Česko                          | Kateřina Siniaková  | 64.  | 5.       |
| Čínská Tchaj-pej               | Sie Šu-wej          | 69.  | 6.       |
| Srbsko                         | Nina Stojanovićová  | 86.  | 7.       |
| Česko                          | Tereza Martincová   | 87.  | 8.       |
| Belgie                         | Greet Minnenová     | 118. | 9.       |
| Žebříček WTA k 28. červnu 2021 |                     |      |          |

### Jiné formy účasti

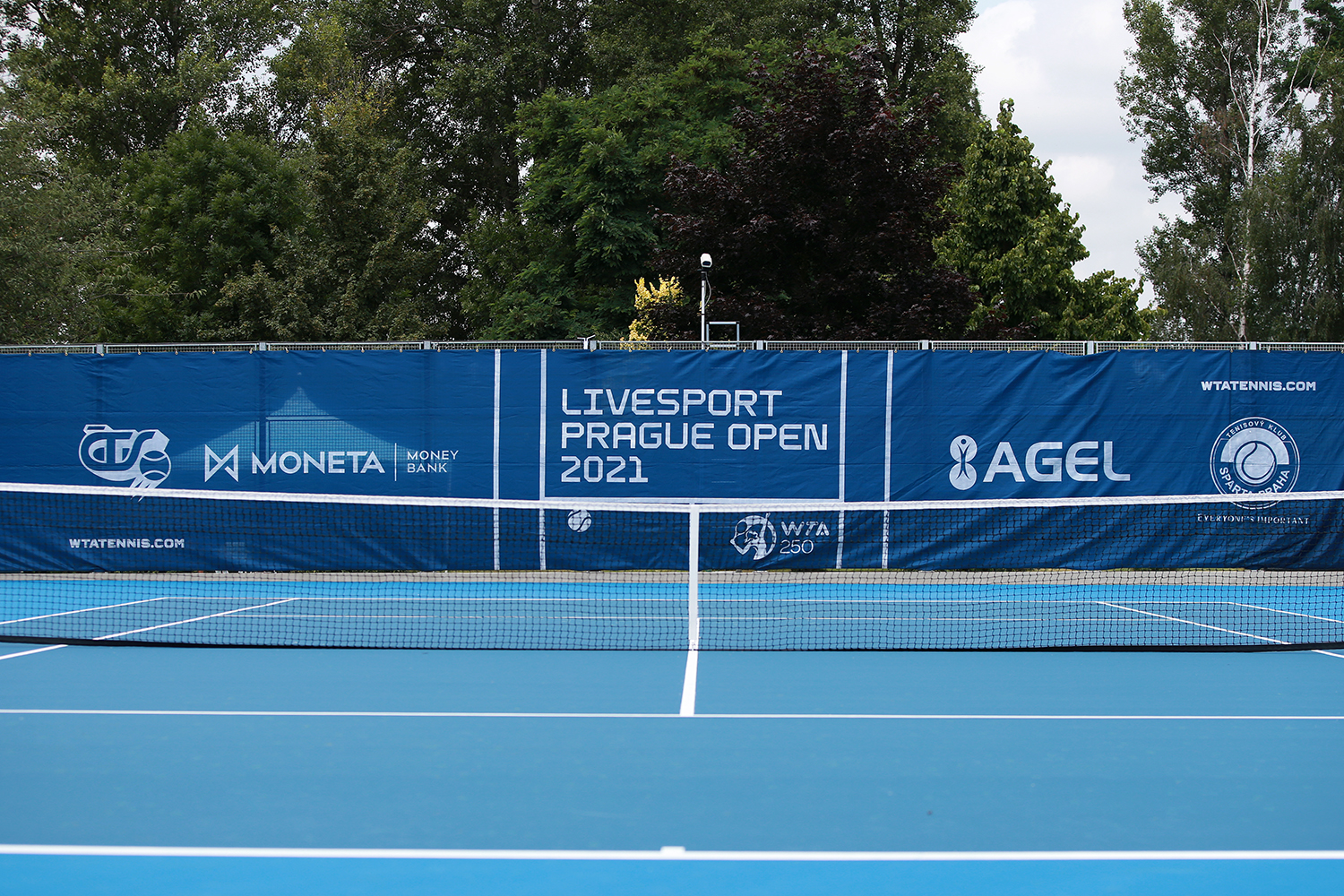
Jeden ze tří soutěžních dvorců s modrým povrchem GreenSet

Následující hráčky obdržely divokou kartu do hlavní soutěže:
- Lucie Havlíčková
- Viktória Kužmová
- Samantha Stosurová

Následující hráčky nastoupily pod žebříčkovou ochranou: 
- Vitalija Ďjačenková
- Samantha Murrayová Sharanová
- Tereza Smitková

Následující hráčka obdržela zvláštní výjimku:
- Elena-Gabriela Ruseová

Následující hráčky postoupily do hlavní soutěže z kvalifikace:
- Naiktha Bainsová
- Jodie Burrageová
- Asia Muhammadová
- Urszula Radwańská
- Isabella Šinikovová
- Rebecca Šramková

Následující hráčky postoupily z kvalifikace jako tzv. šťastné poražené:
- Anastasija Gasanovová
- Liang En-šuo
- Conny Perrinová

### Odhlášení
před zahájením turnaje
- Belinda Bencicová → nahradila ji  Maddison Inglisová
- Océane Dodinová → nahradila ji  Samantha Murrayová Sharanová
- Ons Džabúrová → nahradila ji  Leonie Küngová
- Darja Kasatkinová → nahradila ji  Wang Sin-jü
- Claire Liuová → nahradila ji  Tereza Smitková
- Cvetana Pironkovová → nahradila ji  Grace Minová
- Elena-Gabriela Ruseová → nahradila ji  Anastasija Gasanovová
- Sie Šu-wej → nahradila ji  Conny Perrinová
- Clara Tausonová → nahradila ji  Nuria Párrizasová Díazová
- Ajla Tomljanovićová → nahradila ji  Lizette Cabrerová
- Markéta Vondroušová → nahradila ji  Liang En-šuo
- Heather Watsonová → nahradila ji  Giulia Gatto-Monticoneová
- Věra Zvonarevová → nahradila ji  Storm Sandersová

## Ženská čtyřhra

### Nasazení
| Stát                                                                       | Hráčka           | Stát       | Hráčka                  | WTA  | Nasazení |
| -------------------------------------------------------------------------- | ---------------- | ---------- | ----------------------- | ---- | -------- |
| Slovensko                                                                  | Viktória Kužmová | Srbsko     | Nina Stojanovićová      | 87.  | 1.       |
| USA                                                                        | Asia Muhammadová | Austrálie  | Storm Sandersová        | 95.  | 2.       |
| Česko                                                                      | Marie Bouzková   | Česko      | Lucie Hradecká          | 102. | 3.       |
| Švýcarsko                                                                  | Conny Perrinová  | Nizozemsko | Rosalie van der Hoeková | 296. | 4.       |
| Žebříček WTA k 28. červnu 2021; číslo je součtem umístění obou členek páru |                  |            |                         |      |          |

### Jiné formy účasti
Následující páry obdržely divokou kartu do hlavní soutěže:
- Lucie Havlíčková /  Miriam Kolodziejová
- Linda Klimovičová /  Barbora Palicová

### Odhlášení
před zahájením turnaje
- Anastasija Gasanovová /  Natalija Kostićová → nahradily je  Anastasija Gasanovová /  Isabella Šinikovová
- Ellen Perezová /  Samantha Stosurová → nahradily je  Jodie Burrageová /  Samantha Stosurová
- Ankita Rainová /  Rosalie van der Hoeková → nahradily je  Conny Perrinová /  Rosalie van der Hoeková

### Skrečování
- Conny Perrinová /  Rosalie van der Hoeková

## Přehled finále

### Ženská dvouhra
- Barbora Krejčíková vs  Tereza Martincová, 6–2, 6–0

### Ženská čtyřhra
- Marie Bouzková /  Lucie Hradecká vs.  Viktória Kužmová /  Nina Stojanovićová, 7–6(7–3), 6–4